# 칼브럭

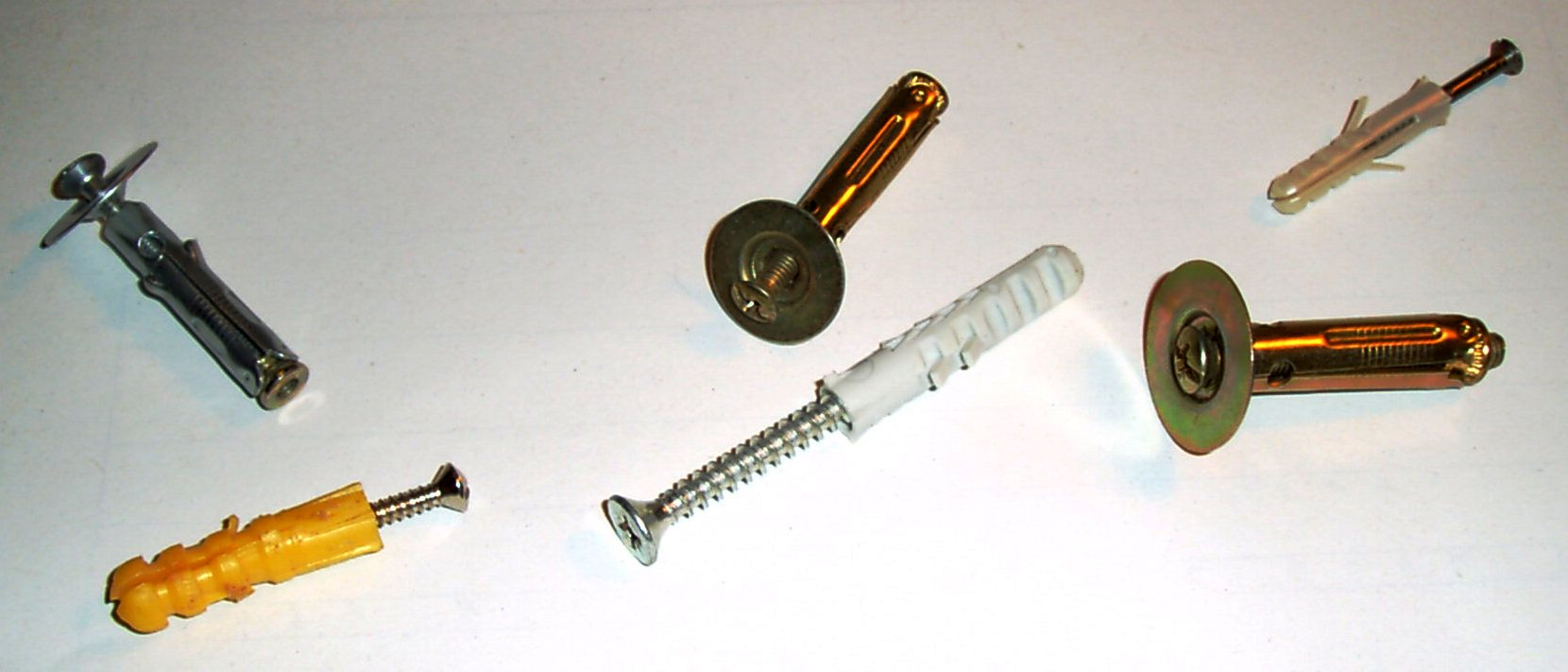
칼브럭

칼브럭은 섬유질이나 플라스틱 소재(시초는 나무 소재)로 만들어진 플러그로, 다공성 또는 부서지는 성질의 재료인 벽돌, 블록, 석조, 콘크리트 등에 나사못을 고정하는 데 사용된다.
많은 형태의 칼브럭이 있지만 가장 흔한 원리는 플라스틱 같은 유연한 소재로 만들어진 가늘어지는 튜브를 사용하는 것이다. 드릴로 뚫은 구멍에 칼브럭을 느슨하게 삽입한 후 나사못을 끼워 조이면 단단하게 고정된다. 다양한 유형의 표면에 적용되는 여러 종류의 크기와 강도를 가진 제품이 있다.

## 역사
상용 제품이 나오기 전에는 벽돌 사이 유연한 모르타르 부분에 홈을 내고 가공하지 않은 나무 플러그를 사용했다. 이는 큰 구멍을 내야 하고 나중에 벽을 때워야 하며 구멍의 위치가 벽돌 사이 모르타르 부분으로 한정되는 한계가 있었다.
최초의 칼브럭은 1911년 존 조지프 롤링스(John Joseph Rawlings)가 발명하여 ‘롤 플러그’(Rawlplug)라는 이름으로 판매한 것이다. 이 제품은 제1차 세계 대전 후 기존 건물에 새로운 전기조명을 장착하는 수요와 맞물려 노동력을 절감시켜 인기를 끌면서 건축업계에 혁신을 불러왔다. ‘롤 플러그’는 대영 박물관의 개보수 작업에 활용되면서 유명해졌다.
초기의 칼브럭은 접착제로 결합된 평행한 줄로 만들어진 두꺼운 섬유질 튜브였다. 현재는 보통 플라스틱으로 되어 있는데, 1958년 아서 피셔(Arthur Fischer)가 고안하여 ‘피셔 월 플러그’로 알려진 제품이 최초이다.

## 명칭
국내에서는 칼브럭, 칼블럭, 칼부록 등으로 다양하게 불리며 넓은 의미로 앵커(anchor)에 포함된다. 영국식 영어로는 월 플러그(wall plug), 미국식 영어로는 스크류 앵커(screw anchor) 또는 롤 플러그(rawl plug)이다. 칼브럭이란 명칭은 일본의 상표명에서 유래하였다.